# Drust III
Drust fils de Uudrost ou fils de Uudrossig était un roi des Pictes du VIe siècle.

## Biographie
Les listes de rois des Pictes des Chroniques Pictes l'associent souvent à Drust mac Girom.Des règnes de durées variés, allant de un à quinze ans, conjoints ou séparés sont attribués aux deux rois. Règne conjoint de 526 à 531
Les listes les plus anciennes dite du Groupe A (971/975 & 1040/1072) relèvent le règne conjoint de Drest fils d'Uudrost et de Drest fils de Gyron de cinq ans entre celui de Galann erilich et le règne seul de Drest fils de Girom. La liste du Book of Ui Maine accorde au deux Drest un règne conjoint de 15 ans entre ceux de Galann et celui de Drest fils de Girom. Une autre liste rappelle un règne de 12 ans pour les deux Drest entre Galann et Drest fils de Girom. Le manuscrit du Trinity Collège un règne seul de 15 ans de Drest fils d'Uudrost entre Galann et Drest fils de Gyrom. Les autres listes et celle dressée par Jean de Fordun au XIVe siècle accordent à Drest un règne de 8 ans entre les deux règne de Drest fils de Gyrom

## Drusticc fille de Drust
Un récit irlandais reprit dans le Livre de Leinster relatif à Finnian de Moville évoque un roi « Drust » qui correspond chronologiquement aux deux rois homonymes contemporains. Le texte est lié au monastère de Whithorn dans le Galloway qui bien que situé dans une région contrôlée par les Brittoniques est gouverné par un abbé irlandais nommé Mungit. Ce dernier reçoit dans son monastère une princesse nommée Drusticc fille de « Drust roi des Bretons du nord » qui souhaite qu'elle devienne la pupille de Mungit pour qu'il lui apprenne à lire mais qui tombe amoureuse d'un jeune moine nommé Talmach. Finnian doit intervenir comme intermédiaire pour régler le problème mais il n'échappe que de peu à la colère de Mungit qui n'apprécie pas sa sentence... La même Drusticc apparaît dans un autre récit irlandais contenu dans le Liber Hymnorum comme la fille de « Drust rex Bretan » et la mère d'un saint du Galloway nommé Lonan de Treoit fils de Talmach . Si elle a réellement existé chronologiquement elle doit être la fille d'un des deux Drest du début du VIe siècle